# Празеодимдимедь
Празеодимдимедь — бинарное неорганическое соединение
празеодима и меди
с формулой Cu2Pr,
кристаллы.

## Получение
- Сплавление стехиометрических количеств чистых веществ:

{\displaystyle {\mathsf {Pr+2Cu\ {\xrightarrow {841^{o}C}}\ PrCu_{2}}}}

## Физические свойства
Празеодимдимедь образует кристаллы
ромбической сингонии,
пространственная группа I mmm,
параметры ячейки a = 0,4400 нм, b = 0,7024 нм, c = 0,7435 нм, Z = 4,
структура типа димедьцерия CeCu2
.
Соединение конгруэнтно плавится при температуре 841°C.
При температуре 7,5 К в соединении происходит магнитный фазовый переход.